# Ines Abassi
Ines Abassi (sinh năm 1982) là một nhà thơ và nhà báo người Tunisia. Cô đã xuất bản hai tập thơ cho đến nay, cả hai đều đã nhận được giải thưởng văn học khu vực. Cô cũng dành sáu tháng cư trú tại Seoul và viết Tales of the Scheherezade từ kinh nghiệm đó. Tác phẩm của cô đã được xuất bản ở nhiều cửa hàng, bao gồm tạp chí văn học Banipal, nơi tác phẩm của cô được đưa vào một vấn đề dành cho Văn học Tunisia hiện đại.
Abassi hiện đang làm việc như một nhà báo ở UAE.

## Công trình
- Bí mật của gió (2004), tập thơ, người đoạt giải thưởng thơ Tunisia
- Lưu trữ của Blind (2007), tập thơ, người chiến thắng giải thưởng CREDIF, Tunis
- Câu chuyện về Scheherezade Hàn Quốc (2010)